# Fairfax (Dakota du Sud)
Pour les articles homonymes, voir Fairfax.
Fairfax est une municipalité américaine située dans le comté de Gregory, dans l'État du Dakota du Sud.
Fondée en 1890, la localité doit son nom au comté de Fairfax en Virginie.

## Démographie
| 1910 | 1920 | 1930 | 1940 | 1950 | 1960 |
| ---- | ---- | ---- | ---- | ---- | ---- |
| 500  | 530  | 430  | 338  | 301  | 253  |

| 1970 | 1980 | 1990 | 2000 | 2010 | - |
| ---- | ---- | ---- | ---- | ---- | - |
| 199  | 225  | 144  | 123  | 115  | - |

Selon le recensement de 2010, Fairfax compte 115 habitants. La municipalité s'étend sur 0,3 milles carrés (0,78 km2).